# Ökendvärgtyrann
Ökendvärgtyrann (Pseudelaenia leucospodia) är en fågel i familjen tyranner inom ordningen tättingar.

## Utseende och läte
Ökendvärgtyrannen är en liten, gråbrun tyrann. Den känns bäst igen på dess buskiga, tudelade huvudtofs som uppvisar vitt när den reses. Lätena är torra och gnissliga.

## Utbredning och systematik
Fågeln förekommer i torra buskmarker i Ecuador och nordvästra Peru (Tumbes till La Libertad). Den placeras som enda art i släktet Pseudelaenia och behandlas som monotypisk, det vill säga att den inte delas in i några underarter.

## Levnadssätt
Ökendvärgtyrannen hittas i ökenartade buskmarker och torra skogar i låglänta områden och förberg. Den födosöker aktivt i buskar och träd.

## Status och hot
Arten har ett stort utbredningsområde, men tros minska i antal, dock inte tillräckligt kraftigt för att den ska betraktas som hotad. Internationella naturvårdsunionen IUCN listar arten som livskraftig (LC).